# William Mollerup
Arthur William Julius Mollerup (født 19. september 1846 i København, død 23. april 1917 i Klampenborg) var en dansk historiker og museumsmand. Han var far til danseren Asta Mollerup og arkitekten Tyge Mollerup.
William Mollerup var søn af cand. jur. Thom. Joachim Andr. Mollerup (død 1852) og A. Mollerup født Kieler (død 1892) og født i København. Han blev student 1866 fra Metropolitanskolen og tog magisterkonferens i historie 1872. Efter et kort ophold for videnskabelige studier ved arkivet i Stockholm rejste han 1874 til Italien, hvor han et år var sekretær ved det danske konsulat. Efter at være vendt tilbage til København levede han af at undervise samt ved litterært arbejde.
Mollerup var fra 1883-97 medlem af kommissionen til Afholdelse af almindelig Forberedelseseksamen, fra 1892-97 lærer i historie og geografi ved officersskolen, desuden var han censor ved skoleembedseksamen i historie. Fra 1876 medvirkede Mollerup ved udarbejdelsen af supplementet til Regesta Danica; udgivelsen af dets 2. bind påhvilede udelukkende ham. Sammen med professor Kristian Erslev udgav han 1879 Frederik I's danske Registranter og 1881-82 Danske Kancelliregistranter 1535-50. Han var medredaktør af 3. udg. af Nordisk Konversationslexikon fra 4. bd. (1887) af.
Selvstændigt videnskabeligt arbejde nedlagde han i sin omhyggelige studie over Danmarks Forhold til Lifland 1346-1561, hvilken bog han 1880 forsvarede for den filosofiske doktorgrad (den oversattes til tysk 1884); andre afhandlinger, især over Nordens historie i det 15. og 16. århundrede, har han offentliggjort i Historisk Tidsskrift. Hans hovedværk Bille-Ættens Historie bind 1 (1893), der omfatter Bille-familiens historie indtil 1596 (2. del er forfattet af Frederik Meidell), udmærker sig ved under stadig belysning af landets almindelige historie at give frisk opfattede og veltegnede skildringer af personlighederne.
Mollerups virksomhed har endvidere været knyttet til fortidsminderne, dels ved litterært arbejde – 1892 udgav han folioværket Helligaandskirken i Kjøbenhavn (tegningerne af professor H.B. Storck) –, dels ved embedsgerning. Efter at han i årene 1882-84 havde været assistent ved Rosenborgsamlingerne, knyttedes han 1893 som assistent til Nationalmuseets 2. afdeling, til hvis direktør han udnævntes 1896 efter dr. Henry Petersens død. Mollerup var ligeledes formand i Det særlige Kirkesyn og Ministeriets repræsentant ved Dansk Folkemuseum. 1896 blev han medlem af Det kongelige danske Selskab for Fædrelandets Historie. 1898 blev han desuden chef for Rosenborgsamlingen og som sådan desuden leder af Det Nationalhistoriske Museum på Frederiksborg Slot.
Imidlertid måtte han i 1910 fratræde alle sine stillinger, idet det viste sig, at han havde forgrebet sig på de ham betroede midler.
Mollerup ægtede 1879 Caroline Susanne Ewald Rothe, datter af sognepræst i Vemmelev, dr.theol. Wilhelm Rothe.
Han er begravet på Taarbæk Kirkegård. Der findes en tegning af ham fra 1907 af P.S. Krøyer.